# Javy Guerra
Luis Javier Guerra (né le 31 octobre 1985 à Denton, Texas, États-Unis) est un lanceur de relève droitier de la Ligue majeure de baseball.

## Carrière

### Ligues mineures
Javy Guerra est un choix de quatrième ronde des Dodgers de Los Angeles en 2004.
En 2009, jouant en ligues mineures pour le club-école des Dodgers à Great Lakes dans la Midwest League (niveau A), il est invité à participer au match d'étoiles de cette ligue.
Malgré deux séjours sur la liste des joueurs blessés en 2010, il se distingue avec les Lookouts de Chattanooga de la Southern League (niveau AA) alors qu'il garde sa moyenne de points mérités à 2,33 avec cinq sauvetages en 28 sorties comme releveur.
Il est rappelé directement du niveau AA en mai 2011 alors que les Dodgers de Los Angeles lui donnent la place dans l'effectif d'un lanceur blessé, Blake Hawksworth.

### Dodgers de Los Angeles

#### Saison 2011
Guerra fait ses débuts dans les majeures avec les Dodgers le 15 mai 2011 en lançant une manche sans accorder de point aux Diamondbacks de l'Arizona. Il est crédité de son premier sauvetage le 24 mai lorsqu'il protège la victoire des Dodgers sur les Astros de Houston et reçoit un premier gain à sa fiche le 4 juin lors du match face à Cincinnati. Il devient le stoppeur attitré de l'équipe en seconde moitié de calendrier régulier, volant la place de Jonathan Broxton, et termine sa saison recrue avec 21 sauvetages. Il ne sabote que deux avances de son club. En 47 sorties en relève et 46 manches et deux tiers lancées, Guerra présente une brillante moyenne de points mérités de 2,31 avec 2 victoires et 2 défaites.

#### Saison 2012
Guerra amorce bien 2012 comme stoppeur des Dodgers, mais les choses se gâchent rapidement et il est, moins de six semaines après le début de la saison, remplacé dans ce rôle par Kenley Jansen. Il connaît une année peu banale, alors qu'il lance bien mais est souvent blessé. Il subit une opération à un genou en juin et termine l'année hors de l'effectif à la suite d'une blessure à l'oblique gauche. Néanmoins, Guerra affiche une moyenne de points mérités de 2,60 en 45 manches lancées lors de 45 matchs. Il remporte deux matchs, subit trois défaites, et réalise 8 sauvetages au total.

#### Saison 2013
Guerra doit s'aligner avec l'équipe du Mexique à la Classique mondiale de baseball 2013 mais déclare forfait en raison d'une nouvelle blessure, à l'épaule droite cette fois, qui le suit depuis la fin de la saison 2012. Conséquence de ces nouveaux ennuis, il ne lance que 10 manches et deux tiers en à peine 9 sorties au monticule pour les Dodgers en 2013, et avec 8 points mérités accordés, sa moyenne se chiffre à 6,75.

### White Sox de Chicago
Le 26 mars 2014, Javy Guerra est réclamé au ballottage par les White Sox de Chicago.
En 42 matchs à sa première saison à Chicago en 2014, il maintient une excellente moyenne de points mérités de 2,91 en 46 manches et un tiers lancées.

### Angels de Los Angeles
Le 4 février 2016, il signe un contrat des ligues mineures avec les Angels de Los Angeles.